# Богданович Іван Федорович
Іван Богданович (1758, Переволочна, Полтавський полк — 2 квітня 1831, с. Баси, Слобідсько-Українська губернія) — письменник, педагог, ідеолог російськості українців.
Служив у гвардії. Після відставки — городничий у м. Суми та повітовий предводитель дворянства. В історію педагогічної літератури увійшов, як автор книги «Про виховання юнацтва», де одним з перших виклав у ній національно-освітні завдання виховання людини — громадянина, заснованого на навчанні традиціям та «історії своєї Вітчизни».

## Біографія
Походив із небагатої родини малоросійських дворян. Внаслідок навчання в російських навчальних закладах та кар'єри в імперській армії зазнав зросійщення. Хлопчиком був приписаний до лейб-гвардії Семенівського полку. Освіту здобув у гімназії при Московському університеті. У 1769 році призначений капралом. З 1772 — підпрапорщик.
У 1781 був звільнений з армії в чині гвардії прапорщика.
У 1784—1804 роках служив городничим у Сумах. У 1809 році нагороджений великою срібною медаллю Вільного економічного товариства за роботу "Про кращий спосіб господарства в різних місцевостях Росії ".
Інтерес до гуманітарних наук призвів І. І. Ф. Богдановича в гурток літературного діяча-просвітителя Олександра Палицина, який проживав у Сумському повіті. До гуртка входили письменники, філософи та історики Сергій Глінка, Василь Каразін, Євстафій Станевич та інші.
У 1811—1813 роках обирався сумським повітовим предводителем дворянства, надвірний радник. У своєму маєтку зібрав велику бібліотеку.

## Родина
Брати:
- Микола Богданович — чиновник з 1754, надвірний радник, з 1797 прокурор Іркутського губернського магістрату
- Іполит Богданович (1743—1803) — відомий російськомовний поет та перекладач.

Дружина-Анна, француженка, дочка емігранта.
Син — Модест Богданович (1805—1882) — генерал-лейтенант, військовий історик.

## Літературні праці
Перший досвід літературної роботи І. Богдановича був пов'язаний з участю у підборі на прохання видавця Платона Бекетова неопублікованих творів померлого в 1803 брата — Іполита.
У своїй статті про життя та творчість поета Микола Карамзін відгукнувся подякою за біографічні відомості, надані йому «поважним братом творця „Душеньки“, Іваном Федоровичем Богдановичем».
В 1807 Іван Федорович видав книгу «Про виховання юнацтва», задум якої він обговорював з братом і Василем Капніст ще в 1790-і роки.
У 1809 році було надруковано його «Слово похвальне цареві Іоанну Васильовичу IV» з вихвалянням діяльності Івана Грозного щодо приєднання Казані, Астрахані та Сибіру, прийняття «Судебника», встановлення торговельних відносин з Англією.
Ряд робіт І. Богдановича були надруковані в «Російському віснику» С. Глінки — «Лист до видавця від автора книги „Про виховання юнацтва“» (1808), «Пам'ятник безстрашності та любові до вітчизни Росіян 16 століття» (1809)) та інші.
Йому належать друковані роботи та інших жанрів. Серед них — «Граматика російська» (1809, Вільно), віршована «Ода на новий 1813» (1813, Харків). Думкам про роль письменника у суспільстві присвячена стаття «Письменник у суспільстві та на самоті» (Український вісник, 1818, № 11).

## «Про виховання юнацтва»
Іван Богданович написав у передмові, що причиною, яка спонукала його до створення книжки, стала незадоволеність сформованою в дворянській спільноті системою виховання, яка в усьому наслідувала зарубіжні авторитети. Не відмовляючись від досвіду іноземних філософів, він хотів підкреслити наявність у Росії національних особливостей, які обов'язково повинні враховуватися програмою навчання і патріотичного виховання людини і громадянина https://web.archive.org/web/20160304102340/http://lomonosov.com.ua/russian_classic/bogdanovich_if/.: «Історія своєї Вітчизни, а потім і загальна є найперший посібник для юнака». Автор сподівався, що його книга стане «основою національного виховання»:
|  | «Я ніколи не шукав їхньої слави і ніколи шукати її не стану. Любов Вітчизни і бажання бути їй корисним - ось мої підстави». |

У позитивній рецензії на книгу журнал «Російський вісник» зазначав: «Росіяни та росіянки, без сумніву, скористаються прекрасною та корисною книгою Івана Федоровича Богдановича. Книги, подібні до твору „Про виховання юнацтва“, суть дари, що приносяться старанністю до добра спільного на вівтар Вітчизни».
На думку історика літератури Семена Венгерова, його педагогічні ідеали на тлі пануючих тоді настроїв в освіті, націлених, головним чином, на турботу про підтримку дворянського станової гідності, справляють «найвтішніше враження».